# Hermanni Vuorinen
Hermanni Vuorinen (født 27. januar 1985 i Pori, Finland) er en finsk tidligere fodboldspiller (angriber). 
Vuorinen spillede én kamp for det finske landshold, en venskabskamp mod Sydkorea 18. januar 2010. På klubplan spillede han blandt andet for FC Honka og HJK Helsinki i hjemlandet samt Fredrikstad FK i Norge.

## Titler
Norsk pokal
- 2006 med Fredrikstad FK

Finsk pokal
- 2012 med FC Honka